# Склабинский замок
Склабинский замок (словац. Sklabinský hrad) — руины замка в западной Словакии. Находятся на невысоком холме (626 метров над уровнем моря) над селом Склабински Подзамок, в нижней части Канторской долины, в северо-западной части гор Большая Фатра, в 9 км к востоку от города Мартин.

## История
Замок построен в первой половине XIII века на месте старого городища. В XIII веке стал центром замкового поместья. С 1328 года здесь находился Турчанский церковный престол. В 1436 году замок сгорел, но позже его постепенно восстановили.
В 1527 году у замка появился новый владелец, Ференц Реваи, который вскоре стал наследственным жупаном города Турец. В 1554 году замок расширили, к нему была пристроена вторая, южная предзамковая часть. Расширение было связано с опасностью турецкого нашествия, которое угрожало южным районам Словакии.

## Описание
Самой древней частью является верхний замок неправильной формы с внутренним двором, который постепенно застраивался жилыми и хозяйственными постройками. Доминирующей постройкой была массивная квадратная башня, расположенная на самой высокой точке утёса. В 1460—1480-х годах замок был перестроен, на северной стороне появилась предзамковая часть, укреплённая двумя полигональными бастионами. В 1468 году на месте, где некогда стояла восточная башня, была построена часовня. В 1554 году замок отреставрировали и пристроили вторую предзамковую часть с бастионом.

## Современное состояние
От замка сохранилась значительная часть кладки часовни, в которой остались готические нервюры, части башни, дворцов, хозяйственных построек, укреплений, бастионов и усадьбы. Кое-где стены достигают в высоту несколько метров, в других местах — едва возвышаются над поверхностью. Тем не менее, формы замка видны достаточно хорошо. На часовне сохранились обшивки готических, изначально стрельчатых окон, остатки штукатурки, а на руинах усадьбы — некоторые архитектурные детали в стиле ренессанс (окна, портал, остатки рёбер).

## Усадебный дом
В 1610—1612 годах представители династии Реваи построили в третьей предзамковой части ренессансный двухэтажный особняк, который был укреплён согласно нуждам обороны того времени. Усадьба была резиденцией Турчанского престола до середины XVIII века, когда был построен новый жупный дом в Мартине. Усадьба была жилой вплоть до 1944 года, когда её в ходе боёв подожгли гитлеровские войска. С тех пор замок лежит в руинах. В 1970 году проведены восстановительные работы у входа в замковый ареал, а также на территории перед ним.